# اسپانیا در ۲۰۲۲
اسپانیا در ۲۰۲۲ گاه‌شماری از مهم‌ترین رویدادها در سال ۲۰۲۲ در کشور اسپانیا است.

## حاکمان
- پادشاه: فیلیپه ششم
- نخست‌وزیر: پدرو سانچز
- رئیس کنگره نمایندگان: مریتکسل بات
- رئیس مجلس سنای اسپانیا: پیلار لوپ
- رئیس دیوان عالی: کارلوس لسمس
- رئیس دادگاه قانون اساسی: خوان خوزه گونزالس ریواس
- دادستان کل: دولورس دلگادو
- رئیس ستاد دفاع: تئودورو استبان لوپز کالدرون
- رئیس کنفرانس اسقفی: خوان خوزه املا
- دولت سانچز دوم

## رویدادها
رویدادهای کنونی - دنیاگیری کووید-۱۹ در اسپانیا
- ۱۹ ژانویه - شش نفر در آتش‌سوزی در یک خانه سالمندان در Moncada، والنسیا کشته شدند.[۱]